# Santanderia
Santanderia is een geslacht van rechtvleugeligen uit de familie Eumastacidae. De wetenschappelijke naam van dit geslacht is voor het eerst geldig gepubliceerd in 1923 door Hebard.

## Soorten
Het geslacht Santanderia  is monotypisch en omvat slechts de volgende soort:
- Santanderia lita (Hebard, 1923)